# Bầu cử chủ tịch Đảng Dân chủ Tự do (Nhật Bản) năm 2021
Cuộc bầu cử lãnh đạo Đảng Dân chủ Tự do Nhật Bản năm 2021 đã được tổ chức vào ngày 29 tháng 9 năm 2021 để bầu ra chủ tịch tiếp theo của Đảng Dân chủ Tự do Nhật Bản. Người chiến thắng trong cuộc bầu cử sẽ lãnh đạo đảng trong cuộc tổng tuyển cử sắp tới ở Nhật Bản năm 2021. Chủ tịch đương nhiệm và Thủ tướng Suga Yoshihide thông báo rằng ngày 3 tháng 9 năm 2021, ông sẽ từ chức lãnh đạo đảng và sau đó là Thủ tướng Nhật Bản, với lý do xếp hạng nội các cũng như độ tín nhiệm thấp.
Cuộc bầu cử lần này, do suýt sát kết quả giữa hai ứng cử viên là Kōno Tarō và Kishida Fumio sau khi có kết quả đầu tiên với tổng là 255 và 256 nên ban bầu cử quyết định bầu lại. Cuộc bầu cử diễn ra 2 vòng và kết quả cuối cùng là Kishida Fumio với 257 phiếu, trở thành tân Chủ tịch Đảng Dân chủ Tự do.